# Félicien Menu de Ménil
Félicien Menu de Ménil (16. července 1860 Boulogne-sur-Mer – 28. března 1930 Neuilly-sur-Seine) byl francouzský skladatel a esperantista.

## Život a dílo
Félicien Menu de Ménil byl baron z Flander. Naučil se esperanto a od roku 1901 začal psát články do různých mezinárodních esperantských časopisů. Byl zastáncem tohoto vykonstruovaného jazyka a aktivně se podílel na jeho šíření. Stal se ředitelem revue Franca Esperantisto a šéfredaktorem revue La Revuo, kterou v roce 1906 založil Carlo Bourlet.
V roce 1909 složil hudbu k písni „La Espero“, hymně esperantské komunity, jejíž text napsal tvůrce esperanta Ludwík Lazar Zamenhof (1859–1917).